# کادمیم فلوئورید
کادمیم فلوئورید (به انگلیسی: Cadmium fluoride) با فرمول شیمیایی CdF۲ یک ترکیب شیمیایی است. که جرم مولی آن ۱۵۰٫۴۱ g/mol می‌باشد. شکل ظاهری این ترکیب، بلورهای خاکستری یا سفید و خاکستری است.